# 크리스티안 문지우
크리스티안 문지우(Cristian Mungiu, 1968년 4월 27일 ~ )는 루마니아의 영화 감독, 영화 각본가, 영화 제작자이다. 2007년 영화 《4개월, 3주... 그리고 2일》로 황금종려상을 수상했다.

## 작품 목록

### 감독
- 내겐 너무 멋진 서쪽 나라 (2002)
- 로스트 앤드 파운드 (2005)
- 4개월, 3주... 그리고 2일 (2007)
- 황금시대 이야기 (2009)
- 신의 소녀들 (2012)
- 엘리자의 내일 (2016)
- RMN (2022)